# Цвинтарі Херсона

Надгробок на Старому міському кладовищі Херсона.

Стаття описує колишні та наявні (закриті та чинні) цвинтарі в місті Херсон.
Першими цвинтарями в Херсоні були парафіяльні кладовища. Однак, зростання міської території та збільшення кількості населення призвело до перепланування місць поховання.
Перше міське кладовище з'явилось у Херсоні в другій половині XVIII ст., на тодішній околиці міста, біля роздоріжжя на Берислав і майбутній Миколаїв. На цьому кладовищі  ховали засновників і розбудовників міста: відомих діячів культури, вчених, військових офіцерів, лікарів, священиків і благодійників. Це кладовище одержало назву Старого. Невдовзі після його появи виникло і Забалківське кладовище, що одержало свою назву через глибокий рів (який тутешнє українське населення називало на український лад балкою), котрий відділяв це кладовище від міста.

## Міські кладовища
Старе міське — пров. Пугачова. Засноване у 80-х роках XVIII ст.
Забалківське — вул. Донецька. Засноване у XVIII-XIX ст.
Комишанське — смт. Комишани. Засноване в 1964 р.
Геологів — в районі вул. Нафтовиків. Засноване в 1997 р. Єдине чинне кладовище міста.
Єврейське кладовище — вул. Смольна, 69.

## Церковні погости

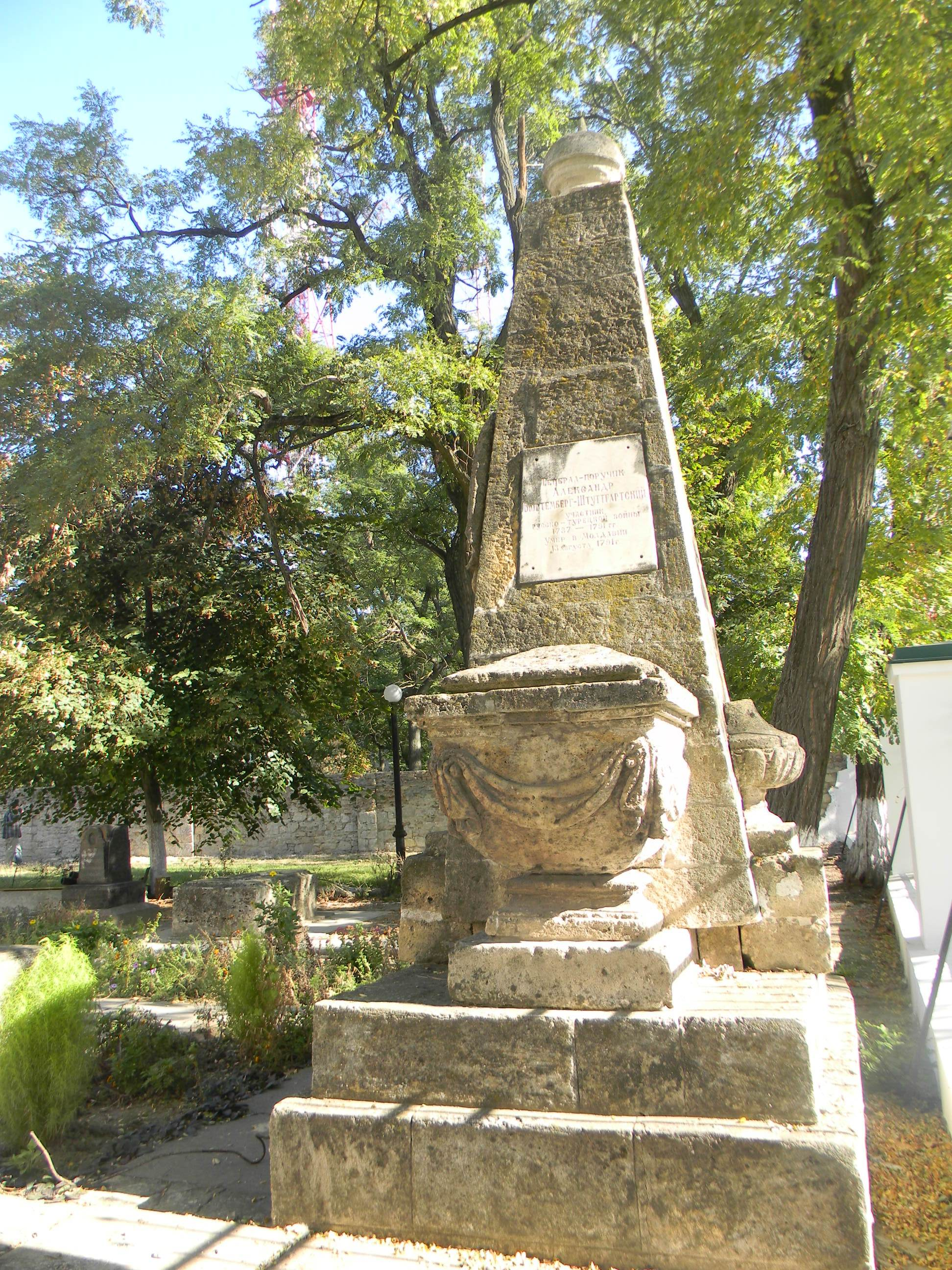
Могила генерал-поручика Олександра Вюртемберг-Штутгартського, учасника Російсько-турецької війни. Погост Катерининського собору.

Собор Святої Катерини. Найдавніші поховання міста виникли на погості Катерининського собору. Це був меморіал полеглих у Російсько-турецькій війні (1878-1791). У самому соборі, в склепі під долівкою, біля іконостасу, у 1791 році був похований новоросійський генерал-губернатор князь Потьомкин-Таврійський. Серце князя помістили в золоту урну, яку відвезли до нього на батьківщину, в село під Смоленськом. На території собору поховані видатні херсонці: інженер-полковник Микола Карсаков (брав участь у будівництві міста, учасники облоги Очакова у 1788 році) та три генерал-майори, вбиті при облозі Очакова у 1788 році: Іван Максимович Синельников, С. Волконський, П. Максимович.
Також на території собору похований бригадир Іван Петрович Горич-Великий (†06.12.1788, при штурмі Очакова) — представник княжого роду з Кізляру. Поряд з могилою Горича — високий саркофаг із кримського каменю, накритий білою мармуровою плитою із довгою пафосною епітафією, присвяченою 21-річному полковнику Петру Мартиновичу (†06.12.1788, при штурмі Очакова) — сину Війська Донського генерал-майору Дмитра Мартиновича.
Праворуч від входу до собору збереглось два ряди могил. Біля огорожі знаходиться сірий монумент зі стилізованою поховальною урною. Це могила генерал-поручика Олександра Вюртемберг-Штутгартського, учасника Російсько-турецької війни, який помер у Молдові 13.08.1791. Ліворуч від цієї могили — поховання Молдовського князя Еммануїла Росоєтте (справжнє ім'я Маноле Джані-Русет, †08.03.1788, м. Херсон). У другому ряду: Василь Конік (28.02.1840 - 25.01.1911), Іван Конік († на 18 році життя), могила невідомого генерала — учасника Російсько-турецької війни, учасник оборони Севастополя, генерал-майор Кіпріан Богачевич (10.03.1834 - 19.11.1908). Щодо могили останнього — спершу був похований на Старому міському кладовищі, перепохований на погост Катерининського собору у 1988. За однією з версій — був перенесений лише надгробок, а саме поховання Богачевича було ліквідовано.
У північно-східній частині погосту розташовані два величних склепи: полковнику Меллеру Закамельському та генералу артилерії Івану Івановичу Закамельському, які загинули при облозі Кілії 10.11.1790. Іван Іванович був розробником операції зі штурму Очакова та особисто очолював дві штурмові колони.

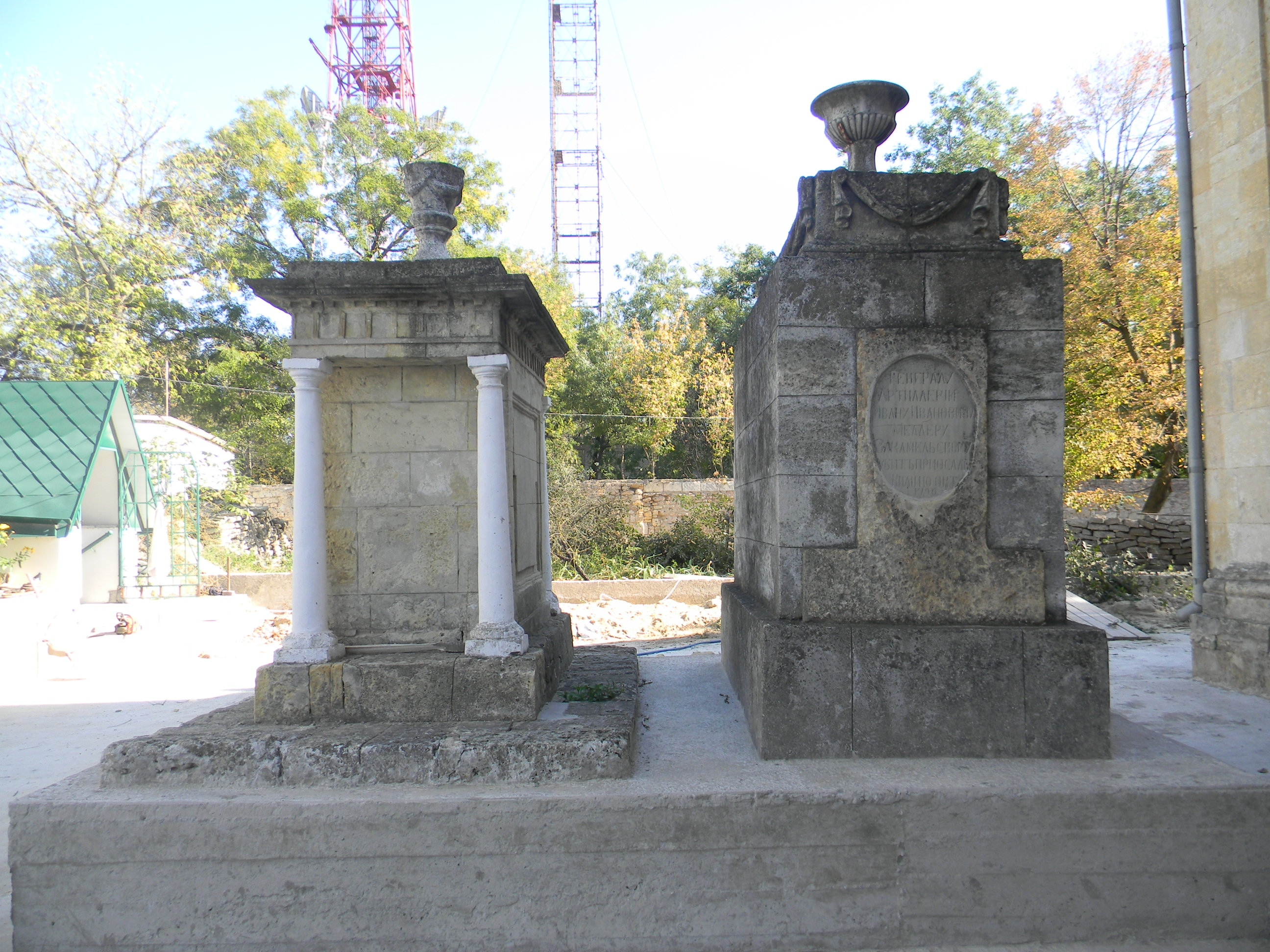
Склепи: полковнику Меллеру Закамельському та генералу артилерії Івану Івановичу Закамельському, які загинули при облозі Кілії 10.11.1790. Погост Катерининського собору.

Погост Катерининського собору зберігся краще за погости інших міських церков, адже тут більшовицька влада у 1968 р. вирішила влаштувати Будинок пропаганди Херсонської обласної організації Товариства охорони пам'яток історії та культури. Відтак протягом 1968-1970 рр. будівля собору, а разом з ним і надгробні пам'ятники, були відреставровані. Деякі з могил, як от поховання Івана Максимовича, реставрувались навіть після Жовтневого заколоту. Вхід на територію собору, а відтак і відвідування погосту, — вільне та безоплатне.